# Formă farmaceutică

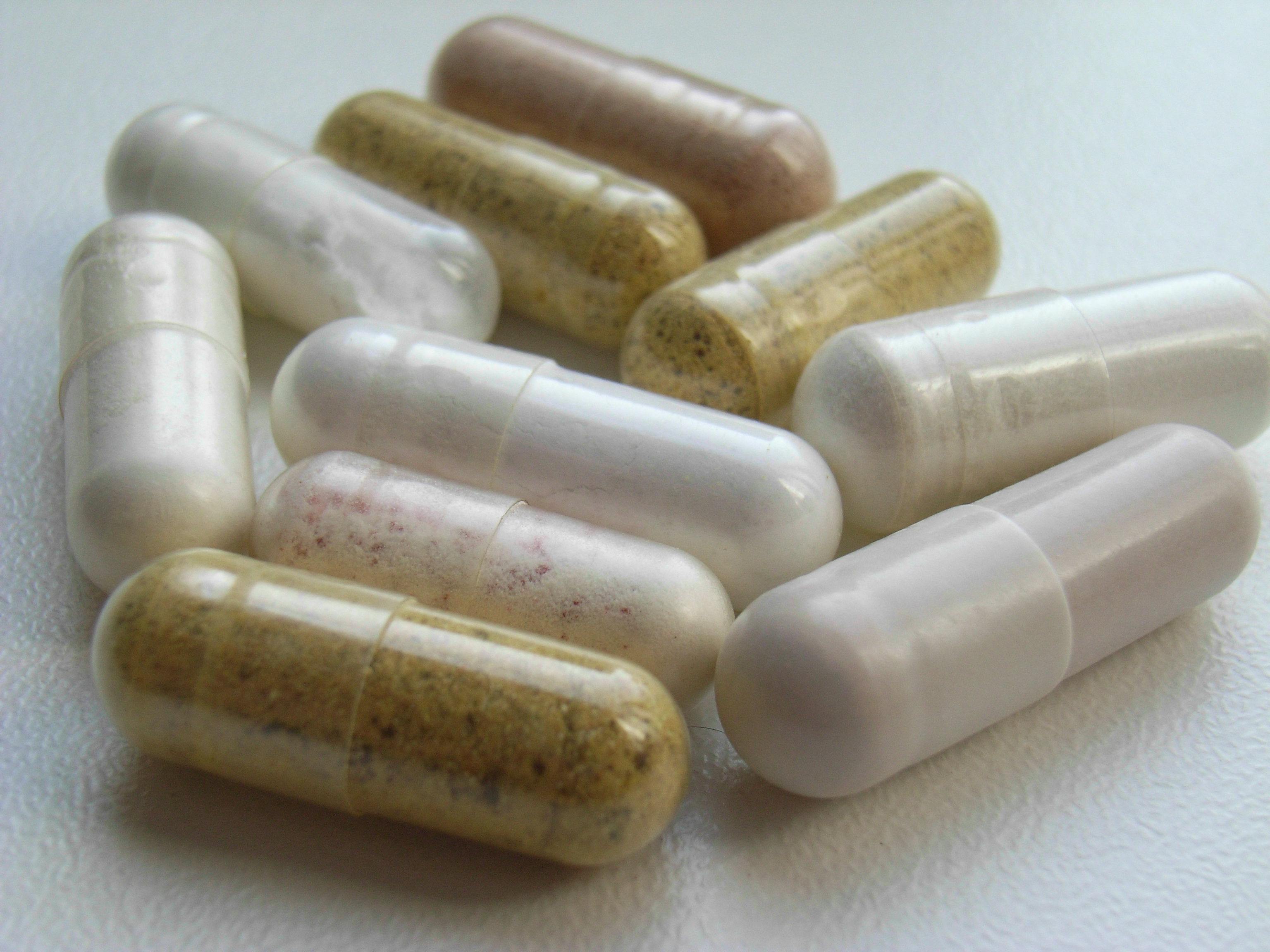
Forma farmaceutică a medicamentelor din imagine este capsula.

Forma farmaceutică, de asemenea numită și formă galenică sau medicamentoasă, face referire la configurația în care a fost preparată o anumită substanță medicamentoasă (principiul activ) și excipienți în cadrul unui medicament, dar și doza acesteia (unidoză, multidoză).
Depinzând de modul de administrare, formele farmaceutice pot fi de multe tipuri. Printre acestea se numără diverse tipuri de lichide, solide și semisolide, precum: comprimatele, capsulele, siropurile, supozitoarele, picăturile, etc.

## Tipuri
După modul de administrare:

### Oral
- Comprimate, comprimate filmate, drajeuri, capsule gelatinoase moi sau tari
- Unele comprimate cu administrate sublinguală, precum nitroglicerina
- Soluție lichidă sau suspensie (e.g., sirop)
- Paste (de exemplu, pastă de dinți naturală)

### Oftalmic
- Picături
- Soluții lichide

### De inhalat
- Aerosoli
- Inhalator
- Nebulizator
- Fumat
- Vaporizator

### Parenteral
- Intradermic (ID)
- Subcutanat (SC)
- Intramuscular (IM)
- Intraosos (IO)
- Intraperitoneal (IP)
- Intravenos (IV)

### Topic
- Cremă, gel, liniment sau deodorant, loțiune, unguent, etc.
- Picături auriculare
- Picături oftalmice
- Sisteme terapeutice transdermice (plasturi transdermici), de exemplu cu fentanil
- Inel vaginal
- Plasture dermic

### Supozitoare
- vaginal
- rectal
- uretral
- nazal